# Paratrigonidium javanicum
Paratrigonidium javanicum is een rechtvleugelig insect uit de familie krekels (Gryllidae). De wetenschappelijke naam van deze soort is voor het eerst geldig gepubliceerd in 1927 door Caudell.